# ويليام غراهام (سياسي أمريكي)
ويليام غراهام (بالإنجليزية: William Graham)‏ هو سياسي أمريكي، ولد في 16 مارس 1782، وتوفي في 17 أغسطس 1858 في فالونيا في الولايات المتحدة. حزبياً، نشط في حزب اليمين. وقد انتخب عضو مجلس النواب الأمريكي.